# Ryan Bradley
Pour les articles homonymes, voir Bradley.
Ryan Scott Bradley, né le 17 novembre 1983 à Saint Joseph dans le Missouri, est un patineur artistique américain, champion des États-Unis en 2011.

## Biographie

### Carrière sportive
Ryan Bradley est né à Saint-Joseph dans le Missouri dans une famille de patineurs. Sa sœur, Becky, est entraîneure de patinage et ancienne patineuse de compétition, et sa mère est juge à l'USFSA, la fédération américaine de patinage. Il commence à patiner à l'âge de deux ans.
De 1996 à 1999, Ryan Bradley concourt en patinage en couple avec Tiffany Vise. Ils participent deux fois aux championnats américains novices en 1998 et 1999. En 2001, après avoir patiné avec Melissa Gallegos, il décide de ne pas continuer avec les couples, préférant se concentrer sur sa carrière en simple et n'ayant pas assez de temps pour s'entraîner dans les deux. En 1999, il est champion des États-Unis junior en simple.
En 2001, il devait participé à ses premiers championnats du monde juniors, mais il est contraint de se retirer avant l'événement en raison d'une blessure. Il subit une intervention chirurgicale pour réparer les dommages causés à son genou d'atterrissage.
Il rate la majeure partie de la saison 2004-2005 après s'être cassé le bras en jouant au dodgeball. Il a une fracture de l'humérus droit et est resté hors de la glace pendant six mois.
Lors des championnats nationaux seniors, il devient vice-champion des États-Unis en 2007 derrière Evan Lysacek, puis champion en 2011.
Il représente son pays à trois mondiaux juniors (1999 à Zagreb, 2000 à Oberstdorf et 2002 à Hamar), trois championnats des quatre continents (2004 à Hamilton, 2007 à Colorado Springs et 2010 à Jeonju) et trois mondiaux seniors (2007 à Tokyo, 2010 à Turin et 2011 à Moscou). Il ne participe jamais aux Jeux olympiques d'hiver.
Il annonce la fin de sa carrière sportive le 10 mai 2011.

## Palmarès

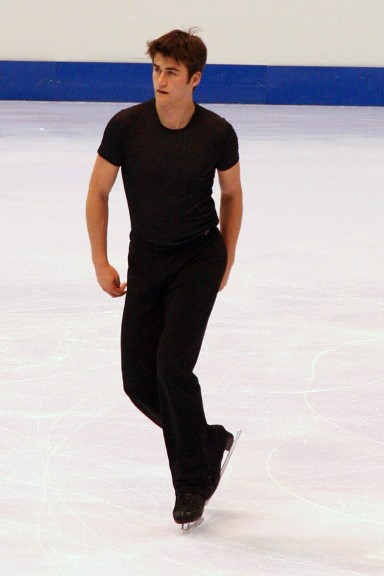
Ryan Bradley au Skate America 2006.
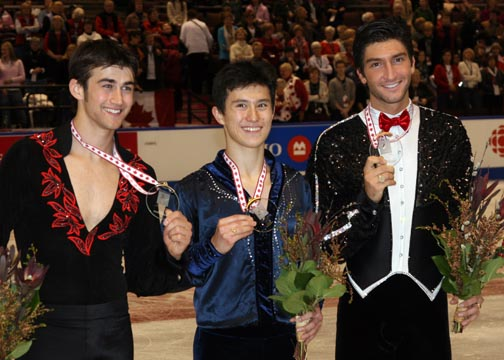
Ryan Bradley sur le podium du Skate Canada 2008 avec Patrick Chan et Evan Lysacek.
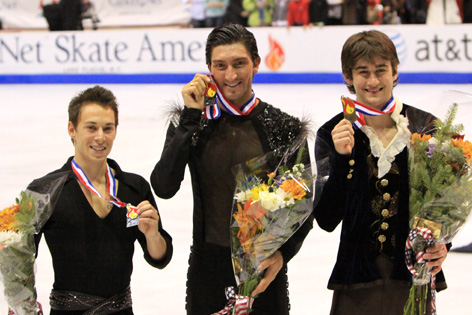
Ryan Bradley sur le podium du Skate America 2009 avec Evan Lysacek et Shawn Sawyer.

| Compétitions principales           | 1999    | 2000    | 2001    | 2002    | 2003    | 2004    | 2005    | 2006    | 2007    | 2008    | 2009    | 2010    | 2011    |  |
| Jeux olympiques d'hiver            |         |         |         |         |         |         |         |         |         |         |         |         |         |  |
| Championnats du monde              |         |         |         |         |         |         |         |         | 15e     |         |         | 18e     | 13e     |  |
| Championnats des quatre continents |         |         |         |         |         | 11e     |         |         | 4e      |         |         | 5e      |         |  |
| Championnats des États-Unis        |         | 7e      | 9e      | 7e      | 9e      | 6e      | F       | 8e      | 2e      | 5e      | 4e      | 4e      | 1er     |  |
| Championnats du monde juniors      | 10e     | 5e      |         | 15e     |         |         |         |         |         |         |         |         |         |  |
|                                    |         |         |         |         |         |         |         |         |         |         |         |         |         |  |
| Grand Prix ISU                     | 1998/99 | 1999/00 | 2000/01 | 2001/02 | 2002/03 | 2003/04 | 2004/05 | 2005/06 | 2006/07 | 2007/08 | 2008/09 | 2009/10 | 2010/11 |  |
| Skate America                      |         |         |         |         |         |         |         |         | 8e      | 6e      |         | 3e      |         |  |
| Skate Canada                       |         |         |         |         | 6e      |         |         |         |         |         | 2e      |         |         |  |
| Trophée de France                  |         |         |         |         |         |         |         |         |         | 5e      | 7e      | 9e      |         |  |
| Légende : F = Forfait              |         |         |         |         |         |         |         |         |         |         |         |         |         |  |